# Calamagrostis deserticola
Calamagrostis deserticola là một loài thực vật có hoa trong họ Hòa thảo. Loài này được (Phil.) Phil. mô tả khoa học đầu tiên năm 1896.